# Böhlen (près Leipzig)
Pour les articles homonymes, voir Böhlen.
Böhlen est une ville de Saxe (Allemagne), située dans l'arrondissement de Leipzig, dans le district de Leipzig.

## Personnalités liées à la ville
- Dietrich Hrabak (1914-1995), pilote de chasse né à Großdeuben.
- Rudi Schumann (1947-), joueur de volley-ball né à Großdeuben.